# Wonder Wheel
Wonder Wheel és una pel·lícula dramàtica estatunidenca escrita i dirigida per Woody Allen i protagonitzada per Kate Winslet, Justin Timberlake, Juno Temple i Jim Belushi entre d'altres. Ha estat doblada al català.

## Ambientació i trama
La història està ambientada a fins dels anys 1950 en un parc d'atraccions de Coney Island. Els protagonistes malviuen com a treballadors en les atraccions, en els bars i restaurants del parc. La fotografia carregada de colors i la música ressalten les estretors i dificultats en els quals viuen els personatges. L'habitatge familiar, que és una prolongació del parc d'atraccions, és un dels escenaris principals on veiem moure's als personatges: una parella mal avinguda amb el fill d'ella i la filla d'ell que tracten de complir les seves il·lusions però arrosseguen un passat del qual es penedeixen i volen oblidar -alcoholisme, maltractaments, infidelitats, parelles equivocades-.

### Inspiració
La fotografia de Vittorio Storaro ens retorna al colorit intens dels anys 1950. El guió, ple de personatges dramàtics sembla inspirar-se i és alhora un homenatge a Eugene O'Neill i Tennessee Williams. La voluntat i il·lusions dels personatges xoquen amb el destí atzarós de la societat i el passat dels protagonistes.

## Exhibició i repartiment
Wonder Wheel va ser exhibida per primera vegada en concloure el Festival de Cinema de Nova York el 15 d'octubre de 2017. Posteriorment, l'1 de desembre de 2017, la distribuïdora Amazon Studios la va estrenar als cinemes estatunidencs i posteriorment en altres països del món.

### Repartiment
- Kate Winslet com Ginny.
- Justin Timberlake com Mickey Rubin.
- Juno Temple com Carolina Rannell.
- Jim Belushi
- Tony Sirico
- Jack Gore
- Steve Schirripa
- Max Casella

## Recaptació
Wonder Wheel va obtenir 1,4 milions de dòlars als Estats Units i Canadà i 14,5 milions de dòlars en altres territoris, amb un total mundial de 15,9 milions de dòlars.
Als Estats Units, la pel·lícula va guanyar 125.570 dòlars en cinc sales durant el cap de setmana inaugural (una mitjana de 25.114 dòlars), cosa que va suposar una caiguda del 61% respecte al debut de Café Society l'any anterior.
A França, la pel·lícula es va estrenar el 31 de gener de 2018 i va vendre 20.147 entrades el dia de la seva inauguració, cosa que va marcar el més baix de qualsevol pel·lícula d'Allen en més de 15 anys.

## Premis
Premis Sant Jordi
| Categoria                              | Nominats     | Resultat   |
| -------------------------------------- | ------------ | ---------- |
| Millor actriu en pel·lícula estrangera | Kate Winslet | Guanyadora |

| Premi                              | Data de cerinmmònia    | Categoria         | Receptor i nominat | Resultat  | Ref.   |
| ---------------------------------- | ---------------------- | ----------------- | ------------------ | --------- | ------ |
| Hollywood Film Awards              | 4 de novembre de 2017  | Millor actriu     | Kate Winslet       | Guanyador | [ 12 ] |
| St. Louis Film Critics Association | 10 de desembre de 2017 | Millor fotografia | Vittorio Storaro   | Nominat   | [ 13 ] |